# Lžidimitrij I.

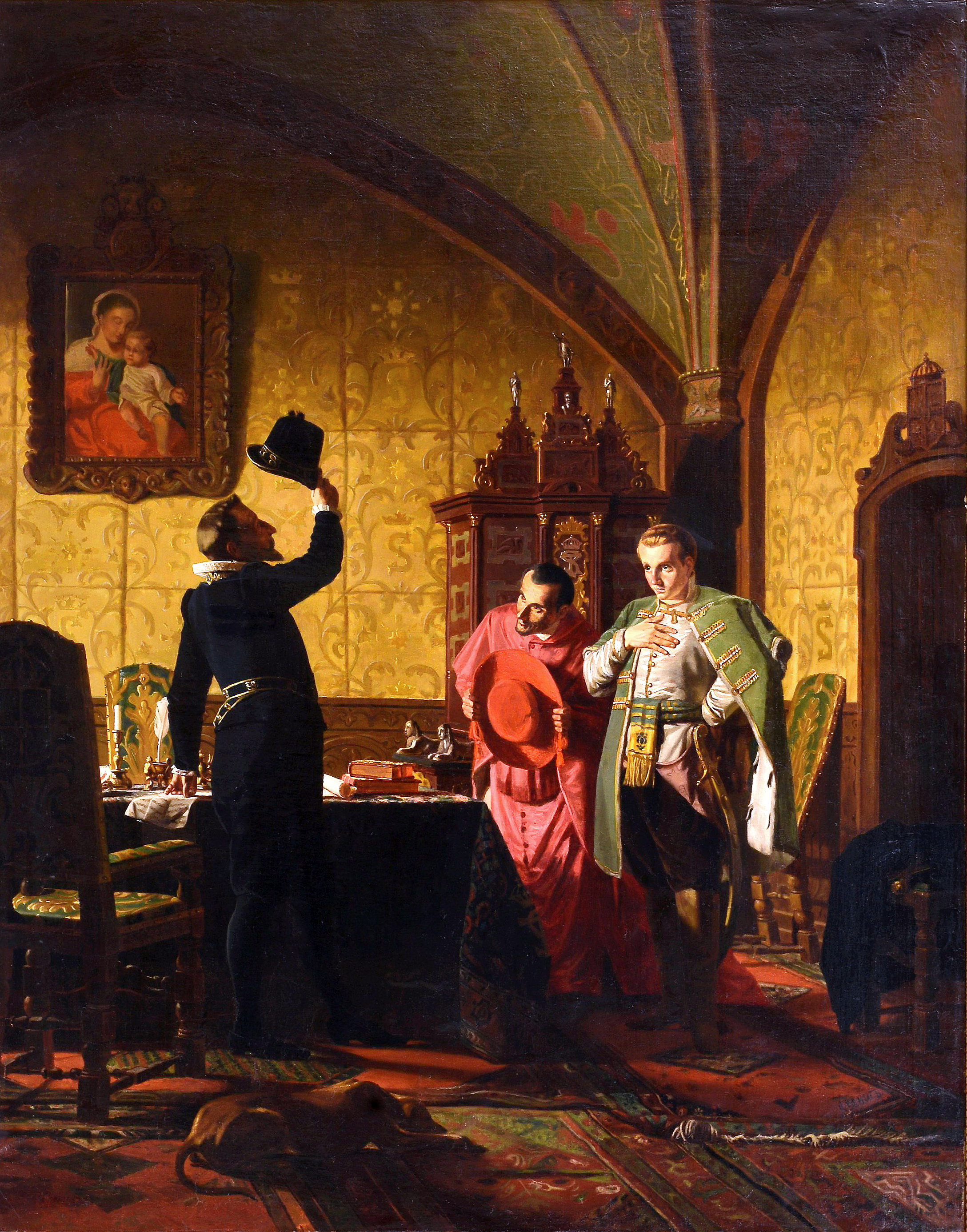
Zikmund III. Vasa smeká před Lžidimitrijem I.; obraz Nikolaje Něvreva z roku 1874

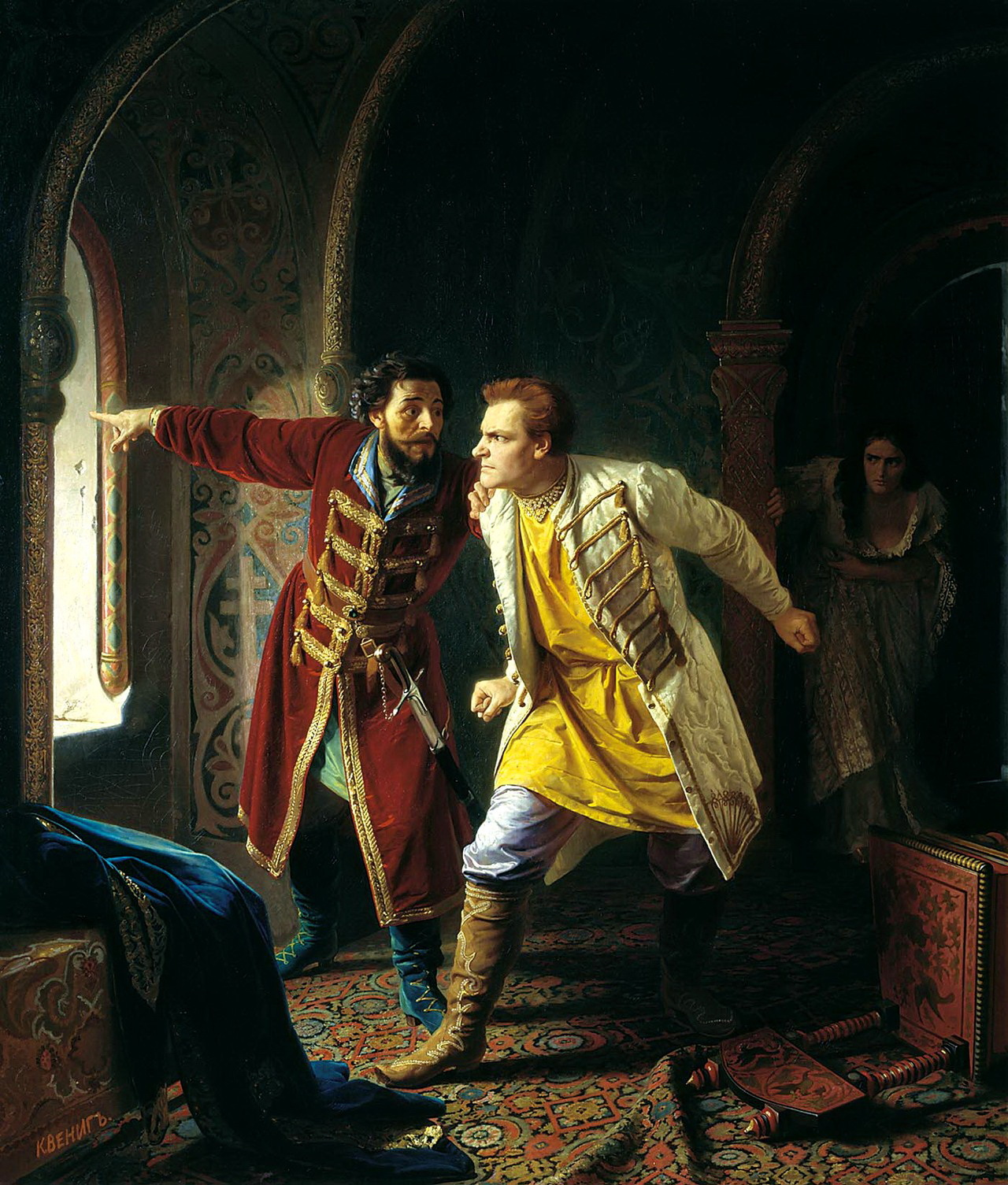
Lžidimitrij I. několik minut před svou smrtí; obraz Carla Weniga z roku 1879

Lžidimitrij I. (asi po 1575 – 17. květnajul./ 27. května 1606greg.), známý také pod mnišským jménem Grigorij, vládl jako ruský car v letech 1605–1606. Některé zdroje jej ztotožňují s chudým venkovským šlechticem Jurijem Bogdanovičem Otrepjevem.
Udává se, že v mládí sloužil bojarskému rodu Romanovců, pak vstoupil do kláštera. V roce 1602 se objevil na rodovém panství jednoho z největších polských feudálů – knížete Wiśniowieckého. Nějaký čas u knížete žil jako sluha, pak ho ale Wiśniowiečtí začal připravovat na úlohu ruského cara. Na rusko-polském pohraničí se začaly šířit pověsti, že v domě knížete Wiśniowieckého žije zázrakem se zachránivší syn Ivana IV. (Skutečný carevič si za nevyjasněných okolností probodl hrdlo. Údajně se tak stalo při epileptickém záchvatu.)
Wiśniowiečtí předvedli samozvance před polského krále Zikmunda III. Vasu, kde vysvětlil, že je carevič Dimitrij, jak se mu podařilo přežít a kde se skrýval pod cizí identitou.
Zikmund III. Vasa uznal jeho nároky výměnou za slib předání některých ruských území (zvláště Smolenska, Novgorodu a Pskova). Vojensky pak Lžidimitrije vedle polského krále podpořil především sandoměřský vévoda Jiří Mnišek. Písemně se Lžidimitrij také zavázal římskému papeži, že na ruském území zavede katolictví. Lžidimitrijovi pomohlo, že car Boris Godunov náhle zemřel 13. dubna 1605. Godunovova syna Fjodora Lžidimitrijovi přívrženci 20. června 1605 zavraždili a 11. července 1605 korunovali Lžidimitrije ruským carem jako Dmitrije II. (v dějinách je znám jako Lžidimitrij I.)
Lžidimitrij I. učinil za svého vládnutí několik problematických rozhodnutí. Především jmenoval ruskými ministry polské šlechtice. Nakonec bojarům došla trpělivost po Lžidimitrijově sňatku s Marinou Mniszkovou, kterou Rusové nesnášeli. Proti Lžidimitrijovi vzniklo spiknutí, v jehož čele stál budoucí car Vasilij Šujskij. Dne 27. května 1606 přišli spiklenci do Kremlu s cílem Lžidimitrije zabít. Lžidimitrij se snažil utéct, při útěku si však zlomil nohu. Spiklenci ho dohnali a zavraždili.